# Club Portugalete
Il Club Portugalete è una società calcistica con sede a Portugalete, nei Paesi Baschi, in Spagna. 
Gioca nella Tercera División RFEF, la quinta serie del campionato spagnolo.
Fondato nel 1909, gioca le partite interne nello stadio La Florida, con capienza di 7.000 posti.

## Tornei nazionali
- 2ª División B: 2 stagioni
- 3ª División: 31 stagioni
- 3ª División RFEF: 1 stagione

## Stagioni
| Stagioni    | Categoria      | Posizioni |
| ----------- | -------------- | --------- |
| dal 1944-45 | Cat. regionali | —         |
| al 1950-51  | Cat. regionali | —         |
| 1951/52     | 3ª             | 8°        |
| 1952/53     | 3ª             | 11°       |
| 1953/54     | 3ª             | 6°        |
| 1954/55     | 3ª             | 10°       |
| 1955/56     | 3ª             | 7°        |
| 1956/57     | 3ª             | 12°       |
| 1957/58     | 3ª             | 13°       |
| dal 1958-59 | Cat. regionali | —         |
| al 1962-63  | Cat. regionali | —         |
| 1963/64     | 3ª             | 11°       |
| 1964/65     | 3ª             | 4°        |
| 1965/66     | 3ª             | 13°       |
| 1966/67     | Cat. regionali | —         |

| Stagione    | Categoria      | Posizione |
| ----------- | -------------- | --------- |
| 1967/68     | 3ª             | 14°       |
| dal 1969-70 | Cat. regionali | —         |
| al 1984-85  | Cat. regionali | —         |
| 1985/86     | 3ª             | 8°        |
| 1986/87     | 3ª             | 14°       |
| 1987/88     | 3ª             | 18°       |
| from 88-89  | Cat. regionali | —         |
| to 00-01    | Cat. regionali | —         |
| 2001/02     | 3ª             | 10°       |
| 2002/03     | 3ª             | 11°       |
| 2003/04     | 3ª             | 5°        |
| 2004/05     | 3ª             | 1°        |
| 2005/06     | 2ªB            | 19°       |
| 2006/07     | 3ª             | 3°        |
| 2007/08     | 3ª             | 1°        |

| Stagione | Categoria | Posizione |
| -------- | --------- | --------- |
| 2008/09  | 3ª        | 4°        |
| 2009/10  | 3ª        | 2º        |
| 2010/11  | 3ª        | 6º        |
| 2011/12  | 3ª        | 3º        |
| 2012/13  | 3ª        | 3º        |
| 2013/14  | 3ª        | 2º        |
| 2014/15  | 3ª        | 1°        |
| 2015/16  | 2ªB       | -         |

## Palmarès

### Competizioni nazionali
- Tercera División: 4

2004-2005, 2007-2008, 2014-2015, 2018-2019

### Altri piazzamenti
- Tercera División:

Secondo posto: 2009-2010, 2013-2014
Terzo posto: 2006-2007, 2011-2012, 2012-2013
- Tercera Federación:

Secondo posto: 2024-2025 (gruppo 4)